# 土耳其的俄羅斯人
俄羅斯人，在土耳其有50000人。

## 歷史
俄羅斯人多在20世紀90年代前半期，因蘇聯解體造成經濟困難，大量俄羅斯人移民至土耳其並與當地人結婚，而當地的俄羅斯人協會協助解決在土耳其的俄羅斯人教育和文化等問題。但四分之一的婚姻在1-3年內以離婚告終。有些情況下，離婚後，「俄羅斯妻子」留在土耳其，開始從事賣淫等活動，這個問題在伊斯坦布爾和安塔利亞尤其普遍。
在土耳其的黑海地區，「娜塔莎」是俄羅斯娼妓的暱稱。